# Démétrios de Montferrat
Pour les articles homonymes, voir Démétrios.
Démétrios ou Démètre de Montferrat (italien : Demetrio di Monferrato; grec moderne : Δημήτριος Μομφερρατικός, c. 1205 - 1227) est roi de Thessalonique de 1207 à 1224.

## Biographie
Démétrios est l'unique enfant de Boniface de Montferrat par sa deuxième femme Marguerite de Hongrie, veuve de l'empereur byzantin Isaac II Ange. Il naît à Thessalonique, la capitale du royaume que Boniface s'est taillé en Macédoine après la quatrième croisade, et reçoit le prénom du saint patron de la ville, Démétrios de Thessalonique.
Boniface meurt en affrontant les Bulgares le 4 septembre 1207. L'assassinat de leur tsar Kaloyan quelques semaines plus tard évite au royaume de Thessalonique d'être rayé de la carte, et une régence est mise en place au nom de Démétrios sous l'autorité du comte Hubert de Biandrate. Cependant, les barons italiens conspirent pour détrôner le petit roi au profit de son demi-frère aîné, Guillaume, qui a hérité du marquisat de Montferrat à la mort de Boniface. L'empereur latin Henri de Hainaut déjoue leurs manœuvres et couronne Démétrios le 6 janvier 1209.
Vers 1220, le despote d'Épire Théodore Doukas attaque le royaume de Thessalonique, et Démétrios se rend en Occident pour y demander de l'aide. Son demi-frère Guillaume prend la tête d'une croisade de secours, mais elle arrive trop tard pour sauver Thessalonique, qui tombe en 1224. Après la mort de Guillaume l'année suivante, Démétrios se réfugie à la cour de l'empereur Frédéric II. Il meurt en 1227 et lui lègue ses droits sur Thessalonique.